# David Giorgobiani
David Giorgobiani, névvariáns: Ediser Giorgobiani, grúzul: დავით გიორგობიანი; ედიშერ გიორგობიანი (Tbiliszi, 1955. augusztus 5. –) grúz színész, rendező.

## Életpályája
Gyermekkorában zenét tanult, és az Úttörőpalota diákszínjátszó csoportjában szerepelt. Másodszorra vették fel a színművészeti főiskolára, előtte a Mardzsanisvili Színházban dolgozott színpadi munkásként és az előadásokban statisztált. Itt barátkozott össze Vaso Godziasvili színművésszel, akinek a segítségével felkészült a sikeres felvételire. 1977-ben színészként diplomázott Tbilisziben, a Sota Rusztaveli Színház és Filmművészeti Főiskolán Guizo Dzsordania növendékeként.   
1977–1984 között a Rusztavi Drámai Színház tagja volt. Majd a színházi munkát abbahagyta, dolgozott a Grúz Rádió és Televízió irodalmi szerkesztőségével, részt vett tévéműsorokban. Filmszínészként Nikoloz Szanisvili 1980-as Ház a Lesznaján című filmjében a forradalmár Giorgi Sturua szerepében debütált. Filmszínészi pályájának fontos alakítása volt Szandro Barateli szerepe, Tengiz Abuladze: Vezeklés című 1984-ben készült filmjében.   
További filmes szerepei: Farnaoz király (Kartlosziak oltára, rendezte: Alina Abasmadze, 1982), Mefandure (II. Dimitri, rendezte: Ramaz Hotivari, 1982), Giorgi herceg (Az Eskü könyve, rendezők: Giga Lortkifanidze, Amiran Darsavelidze 1983), Vameh (Vameh jön, rendezők: Otar Litanisvili, Otar Samatava, 1988). Hosszú szünet után Sztálin szerepét játszotta a Stalin: Live című sorozatban, Grigol Ljubomirov rendezésében, 2006-ban Oroszországban.  
Vallásos témájú, konzervatív tartalmú dokumentumfilmeket készít, és televiziós műsorvezetőként is dolgozott a Quality Chanel televíziónál.

## Filmográfia
- 1980: Ház a Lesznaján, (Giorgi Sturua, nyomdász), rendező: Nikoloz Szanisvili
- 1982: Kartlosziak oltára, (Farnaoz király), rendező: Alina Abasmadze
- 1982: II. Dimitri, (Mefandure), rendező: Ramaz (Buba) Hotivar
- 1983: Az Eskü könyve, rendezők: Grigol (Giga) Lortkipanidze, Amiran Darsavelidze
- 1984: Vezeklés (Szandro Barateli), rendező: Tengiz Abuladze
- 1988: Vameh jön (az elveszett kincset keresi) (Zaali), rendezők: Otar Samatava, Otar Litanisvili
- 1989: Etüdök Vrubelről, rendező: Leonid Osyka
- 2002: Orosz bárka, rendező: Alekszandr Sokurov
- 2006: Stalin: Live, rendező: Grigol Ljubomirov

## Fordítás
Ez a szócikk részben vagy egészben  a(z)   ედიშერ გიორგობიანი című grúz Wikipédia-szócikk ezen változatának fordításán alapul.  Az eredeti cikk szerkesztőit annak laptörténete sorolja fel. Ez a jelzés csupán a megfogalmazás eredetét és a szerzői jogokat jelzi, nem szolgál a cikkben szereplő információk forrásmegjelöléseként.